# Johnny A. Sanchez
Johnny A. Sanchez (Los Angeles, 14 maggio 1982) è un attore e comico statunitense conosciuto soprattutto per essere stato uno dei membri dei MADtv dalla sua tredicesima stagione.

## Biografia
Ha iniziato la sua carriera nel 2002 prendendo parti come attore e comico ma ha anche fatto il doppiatore nel film d'animazione Happy Feet, e nel suo sequel, Happy Feet 2.
Viene spesso confuso con l'attore e produttore di New York Johnny Sanchez, di solito a causa della omissione della iniziale del secondo nome (ovvero la A), che differenzia i due artisti.
Sanchez entra poi nel programma MADtv dal 2007 fino al 2009, ovvero alla fine della serie.

## Filmografia

### Cinema
- Sorority Boys (2002)
- Pauly Shore Is Dead (2003)
- Happy Feet (2006) - voce
- The Last White Dishwasher (cortometraggio; 2008)
- Happy Feet 2 (2011) - voce
- Taco Shop (2016)

### Televisione
- Watching Ellie (3 episodi, 2002)
- Becker (1 episodio, 2002)
- MADtv (2 stagioni; 2007-2009)
- Aiutami Hope! (2 episodi; 2012)
- Key and Peele (1 episodio; 2013)
- Newlywed and Broke (3 nepisodi; 2015)

## Riconoscimenti
| Anno | Associazione | Categoria                                                  | Risultato |
| ---- | ------------ | ---------------------------------------------------------- | --------- |
| 2008 | ALMA Awards  | Outstanding Male Performance in a Comedy Television Series | Nominato  |